# Новоберезово (Польща)
Новоберезово (Нове Березово, пол. Nowoberezowo) — село в Польщі, у гміні Гайнівка Гайнівського повіту Підляського воєводства. Населення — 274 особи (2011).

## Історія
Вперше згадується 1616 року.
У 1975—1998 роках село належало до Білостоцького воєводства.

## Демографія
Демографічна структура станом на 31 березня 2011 року:
|          | Загалом | Допрацездатний вік | Працездатний вік | Постпрацездатний вік |
| -------- | ------- | ------------------ | ---------------- | -------------------- |
| Чоловіки | 139     | 21                 | 94               | 24                   |
| Жінки    | 135     | 24                 | 73               | 38                   |
| Разом    | 274     | 45                 | 167              | 62                   |

## Релігія
У селі діє мурована парафіяльна церква Вознесення Господнього, збудована в XIX столітті. Також наявна дерев'яна церква святого Івана Богослова XVIII століття, дерев'яна і мурована каплиці XIX століття, дерев'яна цвинтарна каплиця Преображення Господнього. Є відомості про зведення церкви в селі в 1618 році.